# Nils Sundell (friidrottare)
Nils Sundell, född 10 juni 1894 i Stockholm, död 16 augusti 1980 i Örebro, var en svensk friidrottare. Han var son till praktiserande läkaren Konrad Sundell och Gurli Johanna Kristina, ogift Näsman.
Han tog SM-guld på 400 meter 1914. Han tävlade för IFK Stockholm.
Nils Sundell var gift sedan 1926 med Brita Eva Charlotta Sundell (1901–1985).

## Fotnoter
1. 1 2  Sveriges Dödbok 1901–2009, DVD-ROM, Version 5.00, Sveriges Släktforskarförbund (2010).
2. ↑  Rotemannen, CD-ROM, Sveriges Släktforskarförbund/Stockholms Stadsarkiv (2012).